# Leptosomatum pedroense
Leptosomatum pedroense is een rondwormensoort uit de familie van de Leptosomatidae. De wetenschappelijke naam van de soort is voor het eerst geldig gepubliceerd in 1947 door Allgén.